# 西村美智子
西村 美智子（にしむら みちこ、1984年4月12日 - ）は、香川県出身の競艇選手。登録番号4313。身長155cm。血液型B型。95期。香川支部所属。師匠は福田雅一。ボートレーサーを目指すきっかけにもなった山川美由紀を尊敬している。

## 来歴・人物
香川県立高松商業高等学校在学中はハンドボールの選手として県代表で国体に出場するなど活躍、同時期に競艇の漫画に魅せられ、また、山川美由紀に憧れ競艇選手となるべく受験するも不合格。高校卒業後、教員を目指すために神戸女子大学に入学するも、競艇選手への夢が捨てきれず再度受験をしたところ合格。大学を休学し、やまと競艇学校の門を叩く。やまと競艇学校ではリーグ戦勝率6.91優出4回優勝1回と優秀な成績を残した。
スタート力があり、女子選手の中では上位レベル。デビュー当初は2日連続でフライング（2005年7月桐生競艇場・女子リーグ戦）したりと若さが見られたが、経験を積むごとに安定して早いスタートを切れるようになってきた。
2006年10月丸亀競艇場で行われたオール女子戦でデビュー初優出（5着）、2007年5月尼崎競艇場で行われた一般戦で濱野谷憲吾を捲って1着という大金星を挙げた。2008年は優出こそ無かったものの、成績を上げていき、2009年3月尼崎競艇場で行われるJAL女子王座決定戦競走への出場を決めた。
両親の耳が不自由であるという家庭環境から、幼少の頃から手話を習得し、通訳をしたり代わりに電話をかけるなど両親を助けて来た。その手話を生かして、競艇場での選手紹介ではファンや両親に向けて手話でメッセージを送る事がある。

## 経歴
- 2003年10月3日 やまと競艇学校に第95期選手養成訓練生として入学。
- 2004年9月24日 第95期卒業記念競走優出（4着）。やまと競艇学校卒業。
- 2004年11月19日 丸亀競艇場・一般戦にてデビュー（6着）。
- 2005年1月13日 若松競艇場・一般戦にてデビュー初勝利。
- 2006年10月2日 丸亀競艇場・オール女子戦にてデビュー初準優出（1着）。
- 2006年10月3日 丸亀競艇場・オール女子戦にて初優出（5着）。
- 2009年3月3日 尼崎競艇場・JAL女子王座決定戦競走(G1)初日2Rにて、G1初勝利。

## テレビ出演
- NHK総合　にんげんドキュメント「女20歳競艇にかける」（初回放送2004年6月、アンコール放送2005年6月）

※30倍の難関を突破してやまと競艇学校に入学した西村美智子訓練生、競艇学校の厳しい規律と訓練の日々の中で耳の不自由な両親との手紙をやりとりを心の支えにして夢を追う姿を追いかけるドキュメント番組。（NHK福岡放送局製作。日本映画テレビ技術協会第4回映像技術賞「ドキュメンタリー撮影部門」受賞）
- NHK教育　一期一会 キミにききたい!（2007年10月6日）

※価値観が対極の若者2人の出会いを描く番組。大阪の外資系企業に勤める新人OL（22歳）は様々な経験を積みたいと、習い事やアルバイトをやってきたが、最近、「広く浅いだけで、これだと誇れるものがない」と思うようになった。そのOLと相対して登場するのは競艇選手・西村美智子（23歳）。勝負の道を極めたいと競艇に打ち込んでいる西村の姿を見て、また、西村と語り合う中で何かを掴もうとするOLの姿を描いている。（NHK高松放送局製作）